# (13615) Manulis
(13615) Manulis (1994 WP13) – planetoida z pasa głównego asteroid okrążająca Słońce w ciągu 4,2 lat w średniej odległości 2,6 j.a. Odkryta 28 listopada 1994 roku.